# Final Fantasy VII: Advent Children
Final Fantasy VII: Advent Children (ファイナルファンタジーVII アドベントチルドレン, Fainaru Fantajī Sebun Adobento Chirudoren) é um filme japonês de fantasia científica dirigido por Tetsuya Nomura, escrito por Kazushige Nojima e produzido por Yoshinori Kitase e Shinji Hashimoto. Desenvolvido pela Square Enix junto com sua subsidiária Visual Works, ele faz parte da subsérie mediática Compilation of Final Fantasy VII, que se baseia no mundo e na continuidade da história do jogo eletrônico Final Fantasy VII. Advent Children  foi lançado em DVD no Japão em 14 de setembro de 2005, sendo lançado no resto do mundo em 2006.
O filme se passa dois anos após os eventos mostrados no jogo e se foca na aparição de um trio que sequestra crianças infectadas com uma estranha doença. Cloud Strife, o protagonista de Final Fantasy VII, está sofrendo da mesma doença e parte na procura das crianças. Ele descobre que o trio planeja ressuscitar o vilão Sephiroth usando os restos do extraterrestre Jenova, com Cloud e seus amigos do jogo original lutando para impedi-los.

## História
A história começa na cidade de Midgar, onde se localizava a antiga sede de uma enorme corporação de energia chamada Shinra. Ela era a única empresa que manipulava a energia chamada Mako, proveniente do Lifestream do planeta.
Porém, o que a Shinra fingia não saber que o Lifestream não era uma fonte infinita de energia, mas sim a força vital do planeta. Aqueles que sabiam disso resolveram se revoltar contra Shinra e formaram grupos revolucionários, um desses grupos era o AVALANCHE.
O AVALANCHE decidiu explodir os reatores de Lifestream das cidades. Entre os membros dessa missão estavam Cloud Strife, mercenário ex-membro do exército de elite da Shinra, e Barret Wallace, atual líder do AVALANCHE.
Além da SOLDIER, a Shinra também possuía os Turks, um grupo de espiões responsáveis por selecionar soldados para a SOLDIER e fazer o "serviço sujo" da Shinra.
A Shinra procurava um lugar chamado "Terra Prometida", onde haveria uma quantidade infinita de Lifestream, para isso fazia pesquisas com os últimos remanescentes de um povo chamado Cetra, que, segundo eles, sabiam onde encontrar a Terra Prometida.
A SOLDIER era uma elite de soldados que eram irradiados com energia intensa (Lifestream) e alguns recebiam células de JENOVA, que por um tempo se acreditou que era uma Cetra(um ser que veio dos céus).
Dois anos se passaram, a cidade de Midgar ficou em ruínas e a Shinra falida. Mas todos estão tentando se reestabilizar.
Com isso,para piorar a crise aparece uma doença mortal chamada Geostigma, ainda sem cura. Com essa ameaça, Cloud é forçado a largar sua solidão, a dor que carregava em seu coração, e ajudar seus amigos e cidade contra o terror que ha de vir (Lozz, Kadaj e Yazoo).

## Personagens
Cloud Strife: Nasceu na pequena cidade de Nibelheim, quando pequeno, sonhou em entrar para a SOLDIER (exército de elite da SHINRA) e trabalhar ao lado de Sephiroth. Após alguns incidentes, ele se tornou um mercenário que foi contratado pelo grupo "AVALANCHE", uma força de resistência à Shinra. No decorrer de FFVII (o jogo), ele se torna muito mais engajado na luta pela sobrevivência do planeta proposta pelo grupo. Durante o jogo, ele tenta reconstruir seu passado e descobrir mais sobre si mesmo. Durante os eventos do filme, Cloud prefere viver isolado e repudia o contato humano por conta de sua doença e dos eventos traumáticos durante o jogo. Ele se sente culpado pela morte de Zack, seu melhor amigo, e de Aerith, a garota que Zack amava.
Tifa Lockhart: Amiga e amor de infância de Cloud e também a única pessoa que sabe de seu passado por inteiro. Luta arte marciais e também foi membro do grupo "AVALANCHE". Voltou a trabalhar no 7th Heaven, bar que possui em um dos setores de Midgar, só que agora ela toma conta dos Órfãos de Midgar e da filha adotiva de Barret, Marlene. Tifa tem uma certa queda por Cloud, e apesar dos eventos traumáticos por que passou (como a morte de seu pai, assassinado por Sephiroth), ela ainda se mostra independente e otimista.
Aerith Gainsborough: Bela florista de olhos verdes. Última remanescente de uma raça de seres humanos conhecida como Cetra, muito referida no jogo como The Ancients. Morre nas mãos de Sephiroth. Durante o filme ela aparece como uma presença, pois não foi integrada completamente de volta ao Lifestream. Tem seu primeiro amor Zack, mas depois se apaixona por Cloud Strife durante os eventos do jogo.
Sephiroth: Ex-membro da SOLDIER, um espadachim famoso por suas grandes habilidades. Enlouqueceu após saber através de livros que havia nascido de um experimento bizarro da Shinra envolvendo células de JENOVA. Em sua loucura, achou que JENOVA é sua mãe e tentou destruir o mundo acreditando que se tornaria um deus.
Zack Fair: Rapaz de cabelos negros que aparece em alguns momentos do filme. Foi mentor e melhor amigo de Cloud enquanto trabalhavam para a Shinra. Era um membro da primeira classe da SOLDIER. Foi fuzilado pelos soldados da Shinra protegendo Cloud enquanto fugiam. Foi enterrado no lugar onde a Buster Sword está cravada no filme.
Barret Wallace: Foi líder do grupo "AVALANCHE". Possui uma arma no lugar de seu braço direito, perdido quando tentava evitar que seu melhor amigo Dyne caísse de um penhasco. Nunca escondeu que o futuro de sua filha adotiva, Marlene, era (e ainda é) um dos principais motivos para salvar o planeta. Morava e vivia em Corel Norte até a sua esposa Myrna e todos os habitantes serem assassinados pela Shinra (isso tudo mostrado no jogo).
Vincent Valentine: Atirador e antigo membro dos Turks. Foi usado como cobaia num experimento da Shinra e ganhou o poder de se transformar em montros e não envelhecer. Desde os eventos no fim do jogo, ele tem vagado o mundo juntando informações e parece estar a par dos acontecimentos.
Yuffie Kisaragi: Uma ninja que usa um shuriken gigante. É fascinada por materias e tem nelas a sua prioridade. Também se enjoa em viagens. Além disso é uma ladra; no jogo ela se finje interessada no objetivo do grupo de Cloud para roubar a suas matérias, e parece não gostar dele.[carece de fontes?]
Red XIII: Seu verdadeiro nome é Nanaki. Foi objeto de pesquisas da Shinra, mas conseguiu fugir com a ajuda de Cloud e seus amigos. Nasceu em Cosmo Canion.
Cid Highwind: Companheiro de Cloud e seus amigos, sente uma paixão enorme pelo céu. É um exímio piloto de aeronaves e usa uma lança gigante como arma.
Foi um Piloto da Shinra, mas ficou zangado ao saber que Rufus não ia pagar uma nova tentativa de lançamento de um foguete que fora tentado lançar antigamente. Agora ele se casou com Shera.
Cait Sith: Gato de pelúcia que andava em cima de um Moogle gigante. Mais tarde se revelou como sendo o chefe de Relações Públicas da Shinra, Reeve. Sua preocupação com a população de Midgar fê-lo redimir e se tornou um aliado. Depois dos eventos do filme, ao invés de andar em cima de um Moogle gigante, anda em cima de Red XIII.
Marlene Wallace: Filha adotiva de Barret, mas no presente mora longe dele, junto com Tifa. Seu verdadeiro Pai é Dyne, amigo de infância de Barret, agora morto.
Denzel: Um dos afetados pelo Geostigma. É um órfão que está sob os cuidados de Tifa e Cloud, e bastante amigo de Marlene.
Rufus Shinra: Atual presidente da Shinra, supostamente morto em um ataque à Shinra, reaparece no filme, como um sobrevivente muito afetado pelo acidente. Filho do fundador da Shinra, Rufus é o personagem mais expressivo no filme, agindo com postura forte apesar das dificuldades da empresa, além de continuar sendo um cínico.
Rude: Membro dos Turks. É quieto e está sempre acompanhado de Reno. Ele parece não gostar mais de Tifa.
Reno: Também membro dos Turks. É extrovertido e está sempre acompanhado de Rude.
Elena: Membro dos Turks, pouca participação no filme. Aparace junto de Tseng
Tseng: Líder dos Turks, pouca participação no filme. Mas terá uma presença razoavel em Crisis Core.
Kadaj: Líder dos três irmãos que estão atrás de Cloud (Os Remanescentes). Tem a mente perturbada e sua personalidade é inconstante, mudando de um extremo ao outro. A mãe que ele sempre menciona no Filme que ele o considera, é Jenova. Se prestarmos atenção, Kadaj, Loz e Yazoo são as crianças do advento, título do filme. A participação de Kadaj no filme é misteriosa dentro da questão de ele se transformar em Sephiroth durante o combate contra Cloud
Loz: Um dos irmãos que caçam Cloud. É grande e forte, mas é o mais infantil, chora com muita facilidade.
Yazoo: O terceiro dos irmãos que caçam Cloud. É o mais misterioso e fala pouco. Parece que Yazoo já pertenceu à Shinra, mas essa informação pode não ser verdadeira, uma vez que no pôster de Before Crisis, um personagem de aparência andrógina tem cabelos prateados na altura das costas se pareça com ele.

## Elenco
| Personagem          | Japonês                      | Seiyū              | Dublagem Americana     |
| ------------------- | ---------------------------- | ------------------ | ---------------------- |
| Denzel              | デンゼル                     | Kyōsuke Ikeda      | Benjamin Bryan         |
| Elena               | イリーナ                     | Megumi Toyoguchi   | Bettina Bush           |
| Aerith Gainsborough | エアリス・ゲインズブール     | Maaya Sakamoto     | Mena Suvari            |
| Cloud Strife        | クラウド・ストライフ         | Takahiro Sakurai   | Steve Burton           |
| Moogle Girl         | 少女                         | Rina Mogami        | Andrea Bowen           |
| Cid Highwind        | シド・ハイウィンド           | Kazuhiro Yamaji    | Chris Edgerly          |
| Kadaj               | カダージュ                   | Showtaro Morikubo  | Steve Staley           |
| Yuffie Kisaragi     | ユフィ・キサラギ             | Yumi Kakazu        | Christy Carlson Romano |
| Tifa Lockhart       | ティファ・ロックハート       | Ayumi Ito          | Rachael Leigh Cook     |
| Loz                 | ロッズ                       | Kenji Nomura       | Fred Tatasciore        |
| Red XIII            | レッド・XIII                 | Masachika Ichimura | Liam O'Brien           |
| Reno                | レノ                         | Keiji Fujiwara     | Quinton Flynn          |
| Rude                | ルード                       | Taiten Kusunoki    | Crispin Freeman        |
| Sephiroth           | セフィロス                   | Toshiyuki Morikawa | George Newbern         |
| Rufus Shinra        | ルーファウス神羅             | Tōru Ōkawa         | Wally Wingert          |
| Cait Sith           | ケット・シー                 | Hideo Ishikawa     | Greg Ellis             |
| Reeve Tuesti        | リーブ・トゥエスティ         | Banjō Ginga        | Jamieson Price         |
| Tseng               | ツォン                       | Junichi Suwabe     | Ryun Yu                |
| Vincent Valentine   | ヴィンセント・ヴァレンタイン | Shōgo Suzuki       | Steven Blum            |
| Barret Wallace      | バレット・ウォーレス         | Masahiro Kobayashi | Beau Billingslea       |
| Marlene Wallace     | マリン・ウォーレス           | Miyū Tsuzurahara   | Grace Rolek            |
| Yazoo               | ヤズー                       | Yuji Kishi         | Dave Wittenberg        |
| Zack Fair           | ザックス                     | Kenichi Suzumura   | Rick Gomez             |

## Advent Children Complete
Durante o Tokyo Game Show 2006, Square Enix mostrou ao público um trailler de um filme, intitulado Final Fantasy VII: Advent Children Complete para ser lançado no formato blu-ray com o demo de FFXIII. O filme conta com novas cenas, video e audio em alta definição suportados pelo formato blu-ray do Final Fantasy VII: Advent Children original. No Japão, este remake vinha acompanhado com uma versão demonstrativa jogavel do Final Fantasy XIII. O lançamento estava originalmente previsto para meados de 2007, mas a Square Enix anunciou no Tokyo Game Show 2007 que o lançamento seria adiado até 2008.